# موس (ماكو)
موس هي قرية في مقاطعة ماكو، إيران. يقدر عدد سكانها بـ 55 نسمة بحسب إحصاء 2016.